# Pierre Toutain
Pierre Toutain, né au Mans en 1645 et mort à Paris le 2 avril 1686 à l'âge de 42 ans, est un peintre français.

## Biographie
Pierre Toutain obtient un troisième prix de Rome en peinture en 1673, sur le thème Passage du Rhin et un deuxième prix de Rome en peinture en 1674, sur le thème Création d'Adam et Eve.
Il séjourne à Rome à la villa Médicis de 1675 à 1679.

## Œuvres dans les musées
- 1680 - Thalie et Erato, muses de la Comédie et de la Poésie lyrique, Musée national du Château de Fontainebleau[3]
- vers 1681 - Jason présentant la toison d'or dans le temple de Jupiter, Musée du Louvre département des Peintures[4]